# Lutkowo (województwo warmińsko-mazurskie)
Lutkowo – wieś w Polsce położona w województwie warmińsko-mazurskim, w powiecie braniewskim, w gminie Lelkowo.
W latach 1975–1998 miejscowość administracyjnie należała do województwa elbląskiego.
Zobacz też: Lutkowo, Lutków